# Meridià 136 a l'est
El meridià 136 a l'est de Greenwich és una línia de longitud que s'estén des del pol Nord travessant l'oceà Àrtic, Àsia, l'oceà Pacífic, Australàsia, l'oceà Índic i l'Antàrtida fins al pol Sud.
El meridià 136 a l'est forma un cercle màxim amb el meridià 44 a l'oest.
Com tot els altres meridians, la seva longitud correspon a una semicircumferència terrestre, són 20.003,932 km. Al nivell de l'equador, la seva distància del meridià de Greenwich és de 15.139 km

## De Pol a Pol
Començant en el pol Nord i dirigint-se cap al pol Sud, aquest meridià travessa:
| Coordenades                               | País, territori o mar | Notes |
| ----------------------------------------- | --------------------- | --- |
| 90° 0′ N, 136° 0′ E / 90.000°N,136.000°E  | Oceà Àrtic            | |
| 76° 33′ N, 136° 0′ E / 76.550°N,136.000°E | Mar de Làptev         | |
| 75° 40′ N, 136° 0′ E / 75.667°N,136.000°E | Rússia                | Sakhà — Illa Belkovski, Illes de Nova Sibèria |
| 75° 24′ N, 136° 0′ E / 75.400°N,136.000°E | Mar de Làptev         | |
| 74° 6′ N, 136° 0′ E / 74.100°N,136.000°E  | Rússia                | Sakhà — Illa Stolbovoi, Illes de Nova Sibèria |
| 73° 59′ N, 136° 0′ E / 73.983°N,136.000°E | Mar de Làptev         | |
| 71° 37′ N, 136° 0′ E / 71.617°N,136.000°E | Rússia                | Sakhà Krai de Khabàrovsk — des de 59° 28′ N, 136° 0′ E / 59.467°N,136.000°E |
| 55° 15′ N, 136° 0′ E / 55.250°N,136.000°E | Mar d'Okhotsk         | |
| 54° 34′ N, 136° 0′ E / 54.567°N,136.000°E | Rússia                | Krai de Khabàrovsk Krai de Primórie — des de 46° 53′ N, 136° 0′ E / 46.883°N,136.000°E |
| 44° 26′ N, 136° 0′ E / 44.433°N,136.000°E | Mar del Japó          | |
| 36° 1′ N, 136° 0′ E / 36.017°N,136.000°E  | Japó                  | Illa de Honshū — Prefectura de Fukui — Prefectura de Shiga — des de 35° 29′ N, 136° 0′ E / 35.483°N,136.000°E — Prefectura de Kyoto — des de 34° 51′ N, 136° 0′ E / 34.850°N,136.000°E — Prefectura de Nara — des de 34° 43′ N, 136° 0′ E / 34.717°N,136.000°E — Prefectura de Wakayama — des de 34° 0′ N, 136° 0′ E / 34.000°N,136.000°E — Prefectura de Mie — des de 33° 57′ N, 136° 0′ E / 33.950°N,136.000°E — Prefectura de Wakayama — des de 33° 44′ N, 136° 0′ E / 33.733°N,136.000°E |
| 33° 42′ N, 136° 0′ E / 33.700°N,136.000°E | Oceà Pacífic          | |
| 0° 50′ S, 136° 0′ E / 0.833°S,136.000°E   | Indonèsia             | Illa de Biak |
| 1° 10′ S, 136° 0′ E / 1.167°S,136.000°E   | Oceà Pacífic          | |
| 1° 39′ S, 136° 0′ E / 1.650°S,136.000°E   | Indonèsia             | Illa de Yapen |
| 1° 49′ S, 136° 0′ E / 1.817°S,136.000°E   | Badia de Cenderawasih | |
| 2° 44′ S, 136° 0′ E / 2.733°S,136.000°E   | Indonèsia             | Illa de Nova Guinea |
| 4° 32′ S, 136° 0′ E / 4.533°S,136.000°E   | Mar d'Arafura         | |
| 11° 39′ S, 136° 0′ E / 11.650°S,136.000°E | Austràlia             | Territori del Nord — Illa Drysdale i continent |
| 13° 50′ S, 136° 0′ E / 13.833°S,136.000°E | Golf de Carpentària   | |
| 15° 18′ S, 136° 0′ E / 15.300°S,136.000°E | Austràlia             | Territori del Nord Austràlia Meridional — des de 26° 0′ S, 136° 0′ E / 26.000°S,136.000°E |
| 34° 59′ S, 136° 0′ E / 34.983°S,136.000°E | Oceà Índic            | Les autoritats australianes ho consideren part de l'oceà Antàrtic[3][4] |
| 60° 0′ S, 136° 0′ E / 60.000°S,136.000°E  | Oceà Antàrtic         | |
| 66° 7′ S, 136° 0′ E / 66.117°S,136.000°E  | Antàrtida             | Territori Antàrtic Australià, reclamat per Austràlia |